# Paratrechina mexicana
Paratrechina mexicana är en myrart som först beskrevs av Auguste-Henri Forel 1899.  Paratrechina mexicana ingår i släktet Paratrechina och familjen myror. Inga underarter finns listade i Catalogue of Life.